# 上升气流

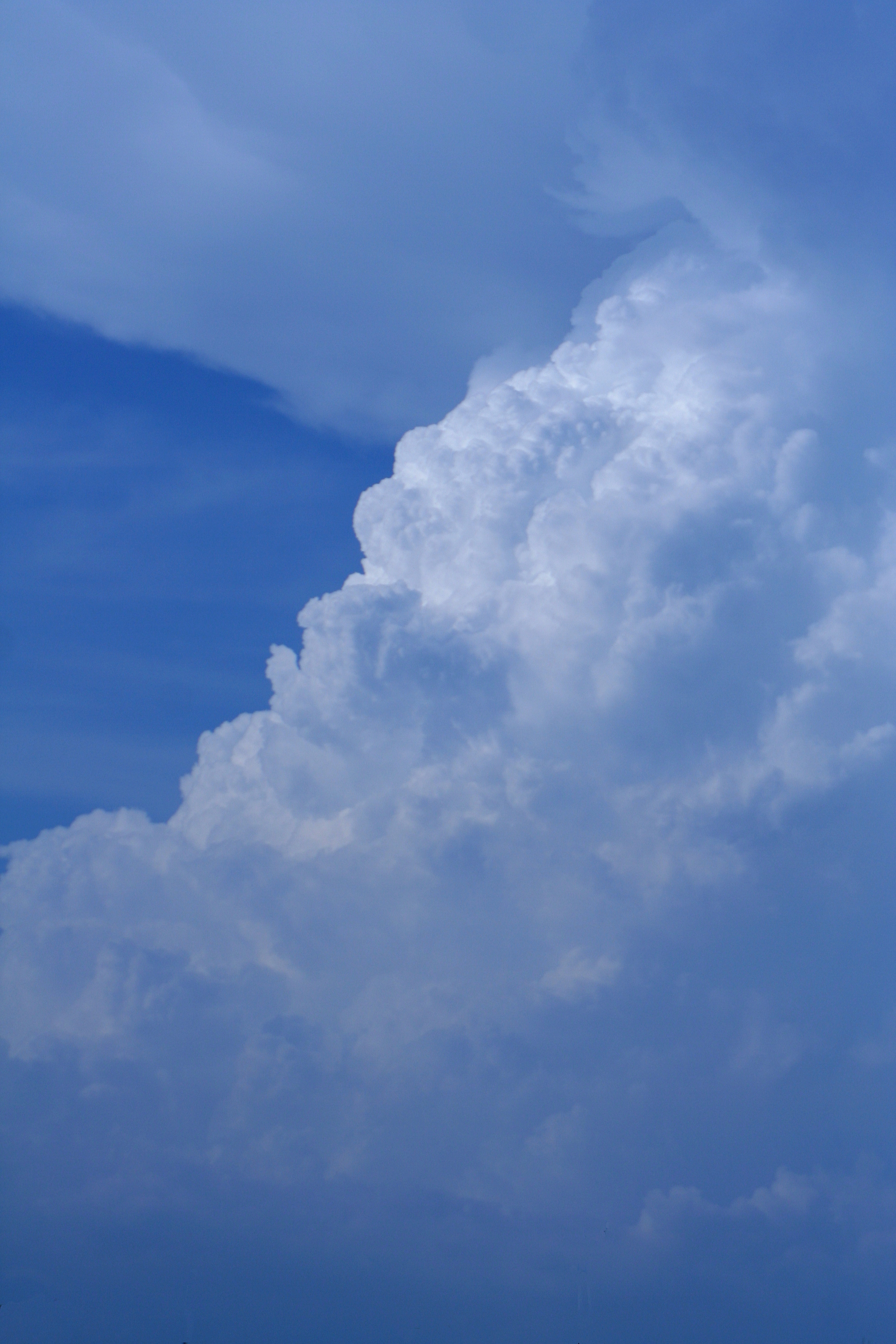
与向南移动的锋面边界相关的雷暴产生的温暖潮湿的上升气流 - 拍摄于德克萨斯州特克萨卡纳，向北看

上升气流（updraft）是自下向上运动的氣流，常發生于气旋内部，或其他水平气流辐合的区域。在小尺度系统（一般为对流性天气系统）中，上升气流又称上曳气流。
局部地区的暖气或冷气会出现垂直运动。一团暖空气通常比周围的空氣密度小，因此暖空气会向上流動，暖空氣會一直到达比它本身更温暖或密度更小的空气。冷空气团则会出现相反的情况，即向下流動，这就是下沉氣流。